# PIEZO2
PIEZO2‏ (Piezo type mechanosensitive ion channel component 2) هوَ بروتين يُشَفر بواسطة جين PIEZO2 في الإنسان.